# David McCabe
David McCabe (* 1980, Liverpool) je lead kytaristou a hlavním zpěvákem anglické indie – alternative rock kapely The Zutons, která se zformovala v Liverpoolu v roce 2001.

## Začátky
Dave McCabe se vzdělával na Prescot School v anglickém městu Merseyside. Dle internetové stránky Guardian McCabe původně navštěvoval speciální školu, dokud zní nebyl vyloučen a to údajně za ostříhání jedné ze svých spolužaček. Tento incident mu také vynesl přezdívku 'Mad Dog' (Šílený Pes).

## The Zutons
Momentálně David Alan McCabe působí v pětičlenné skupině The Zutons, které je spoluzakladatelem, rytmickým kytaristou a zpěvákem.